# Томіока (Ґумма)

36°15′36″ пн. ш. 138°53′24″ сх. д. / 36.26000° пн. ш. 138.89000° сх. д.
Томіо́ка (яп. 富岡市, とみおかし, МФА: [tomʲioka ɕi̥]) — місто в Японії, в префектурі Ґумма.

## Короткі відомості
Розташоване в південно-західній частині префектури. Виникло на основі сільського поселення раннього нового часу, що спеціалізувалося на шовківництві. У другій половині 19 століття стало місцем спорудження Томіокської шовкової мануфактури, першого японського державного заводу. Отримало статус міста 1 квітня 1954 року. В історіографії називається батьківщиною механізованої текстильної промисловості Японії. Основою економіки є виробництво електротоварів, текстильна промисловість. Фінансово-промисловий центр префектури. В місті розташовані синтоїстське святилище Нукісакі, головний храм історичної провінції Кодзуке. Станом на 1 жовтня 2007 площа міста становила 122,90 км². Станом на 1 серпня 2008 населення міста становило 53 053 осіб.